# キクウィト
キクウィト（Kikwit）は、コンゴ民主共和国の都市。コンゴ川の支流であるクウィル川に面しており、クウィル州最大の都市である。

## 概要
人口約294210人（2004年）。キンシャサからは南東に400km離れている。キクウィトは地域の商業中心地であり、首都キンシャサとは道路でつながっている。空港もある。

## 歴史
1995年、近隣地域でエボラ出血熱の流行が始まり、まもなくキクウィト市内にも感染が拡大して、317人の感染者と245人の死者を出した。